# 禁裏御所御定目
禁裏御所御定目（きんりごしょおさだめ）は、寛文3年1月29日（1663年3月8日）に出された法令。『徳川禁令考』に収められていたことから、従来江戸幕府が朝廷統制のために出した法令であると考えられてきたが、近年の研究において、実際に出したのは、京都で院政を行っていた後水尾法皇であり、江戸幕府とは無関係に出された法令であることが明らかにされた。

## 概要
この法令は明治初めに編纂された『徳川禁令考』巻一・公家第一章「禁裏向御方式」に採録され、全8条から構成されている。うち6条が天皇の行動を直接規制する性格の規定を含んでいた。寛文3年には霊元天皇が即位していることから、皇位継承を契機に江戸幕府が一層の朝廷統制のために制定した法であるとされ、定説化していた（なお、同法令を幕府法として採録している先駆は『徳川禁令考』も編纂資料として用いた宮崎成身の『教令類纂』とされている）。
ところが、近年になって田中暁龍がこの法令を江戸幕府の法令とすることに次の問題点があるとして以下の点を指摘した。
- 江戸幕府が制定した法令であれば、この御定目の発給を命じたのが将軍なのか老中なのか明記されている筈なのにそれが記されていないこと。
- この時期の江戸幕府については多くの公的記録・日記類が残されているにもかかわらず、寛文3年分のそれらの史料にはこの御定目に関する記述を全く見いだせないこと。

更に田中は公家の葉室頼業の日記『葉室頼業記』の寛文3年2月2日条に記されている同年正月29日付で武家伝奏から頼業らに申し渡された9か条からなる通達が、1か条（第7条）を除いて禁裏御所御定目と内容が一致していること（ただし、同日記にはどこから出されたものなのかは記されていない）、『徳川禁令考』より以前の書物である林鵞峰の『玉露叢』や江戸時代前期成立と推定される著者不詳の『玉滴隠見』『淡海』など複数の書物が、寛文3年正月29日（＝1月29日）に仙洞御所が9か条からなる法令を出していると記していること、更に葉室頼業が1月26日に践祚した新天皇の補佐のために父である後水尾法皇の主導で設置された御側衆（後の議奏）の一員であることを指摘し、禁裏御所御定目は霊元天皇の践祚に合わせて後水尾法皇が新天皇を補佐する御側衆や近習衆（近臣）達を統制し、ひいては当時10歳の天皇の育成方針（下様之野卑な事柄、すなわち世俗の流行に目を奪われず、天皇に相応しい行跡・心持を備える）にも反映されるようにという意図を込めて制定したと結論づけたのである。
『葉室頼業記』には以下の条文があったと記されている。
1. 一 第一御行跡不軽ゝゝ被守古風、可被除棄今様事、御心持敬神深ク、仁恕深ク、無御憍・無御短慮・無御随意、万端可無非道事等之事、無油断可被申上事、
2. 一 御学問御心ニ入被勤候様之智計、可為肝要事、
3. 一 仮初ニモ御身上御相応之御遊興、可被申行事、
4. 一 於被間召可被移御心無用之雑談或鳥獣蓄養之類、或躑躅・椿等之当時専翫之様、惣可為御学問之妨事被申上間敷事、
5. 一 世間之事、於河原珍敷傀儡・放家・狂言之沙汰、於聞召者、有御覧度可被思召事被申上間敷事、
6. 一 於御前下様之野卑ナル事、被申間敷事、
7. 一 不依善悪、御前取沙汰停止之事、
8. 一 如何様之遺恨雖有之、於宮中及口論者、不論理非、左右方共可為重罪事、
9. 一 男女之間之御法度、堅可被相守事

寛文三年正月廿九日
この中で注目されるのは『葉室頼業記』の記事では第一条の全文が書かれた後に大きく☓印で消されていることである。これについて、橋本政宣は（天皇の）「御行跡」「御心持」に関する事項を文章化することに憚りを感じたとする見方と採っている。また、林鵞峰の『玉露叢』『玉滴隠見』『淡海』などの文献が条文を全9条と記しながら、実際には「御行跡」云々と「御心持」云々が別箇の条文として記され、反対に第七条に相当する文章が欠落して全9条の体裁になっていることである。これは結果的には『教令類纂』や『徳川禁令考』全8条と対応することになっており、文章の内容が正確には伝来されず、いつしか仙洞御所から出された事実すら欠落してしまったと考えられる。
だが、現実には成長した霊元天皇は奔放な行動を取ることが多く、後水尾法皇や公家たちを悩ますことになる。すなわち、寛文9年（1669年）には、「禁裏御所御定目」に従って天皇の養育にあたる立場にいた三条西実教と武家伝奏正親町実豊が天皇とその側近の若手公家からの攻撃を受けて蟄居に追い込まれ、寛文11年（1671年）には武家伝奏の江戸下向中に天皇が花見の酒宴を開いて泥酔する事件を起こしている。また、他にも若手の公家の間では酒や男女間の問題を起こす者が相次ぎ、更に天皇の気分を害したとして勅勘処分を受ける公家も少なからずおり、綱紀粛正を求める江戸幕府とも確執を深めるなど、後水尾法皇崩御の朝幕関係は徐々に緊迫を増すことになった。